# Rio Potenji
 (novembre 2013).
Si vous disposez d'ouvrages ou d'articles de référence ou si vous connaissez des sites web de qualité traitant du thème abordé ici, merci de compléter l'article en donnant les références utiles à sa vérifiabilité et en les liant à la section « Notes et références ».
Le rio Potenji (ou rio Potengi), originellement nommé par les explorateurs portugais « Rio Grande » puis « Rio Grande do Norte », est un cours d'eau ou fleuve de la pointe nord-est du Brésil. Il se jette dans l'océan Atlantique à Natal, dans l'État du Rio Grande do Norte.

## Géographie

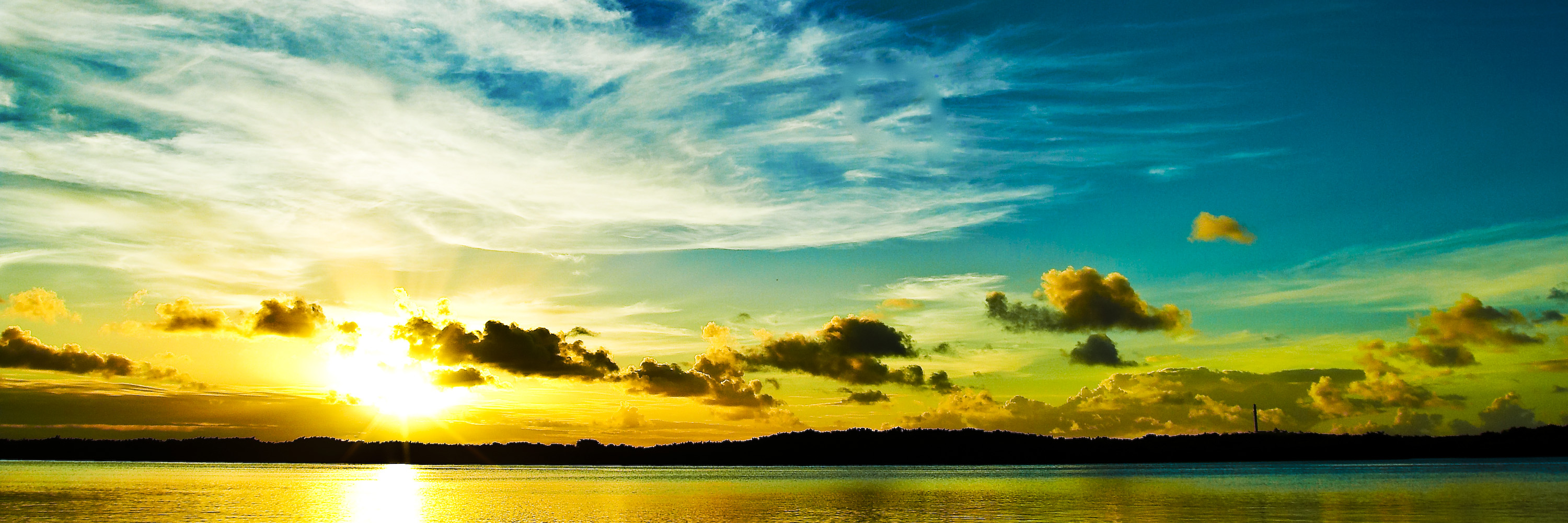
Image panoramique du Rio Potengi à Natal.

Il prend sa source sur le territoire de la municipalité de Cerro Corá. C'est le principal fleuve de l'État. Il arrose les communes de Cerro Corá, São Tomé, Barcelona, São Paulo do Potengi, São Pedro, Ielmo Marinho, São Gonçalo do Amarante et Natal, où son delta mêle ses eaux à celles de l'océan Atlantique. Il divise la ville de Natal en ses zones nord et sud. La plus grande partie de son cours est intermittent, en raison des sécheresses fréquentes dans la région du Nordeste.
Il a été utilisé par les colonisateurs pour pénétrer à l'intérieur des terres à cet endroit de la côte atlantique. Ceux-ci l'ont alors appelé « Rio Grande » ou encore « Rio Grande do Norte », en raison de son large lit et de son extension, passant le nom à la capitainerie coloniale portugaise du « Rio Grande do Norte », puis à la province brésilienne, et maintenant à l’État du « Rio Grande do Norte ».

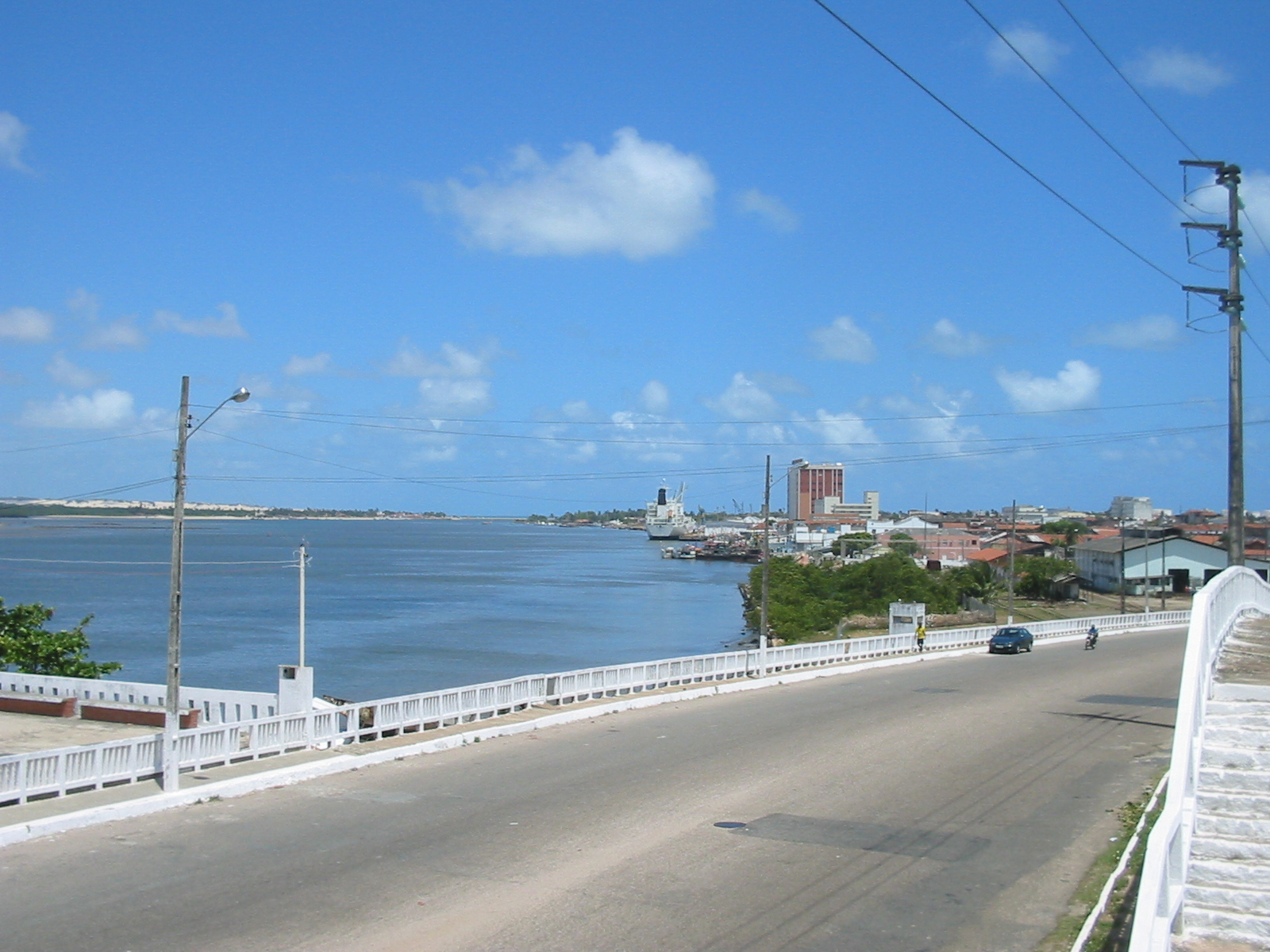
Embouchure du rio Potenji (à droite, le port de Natal).
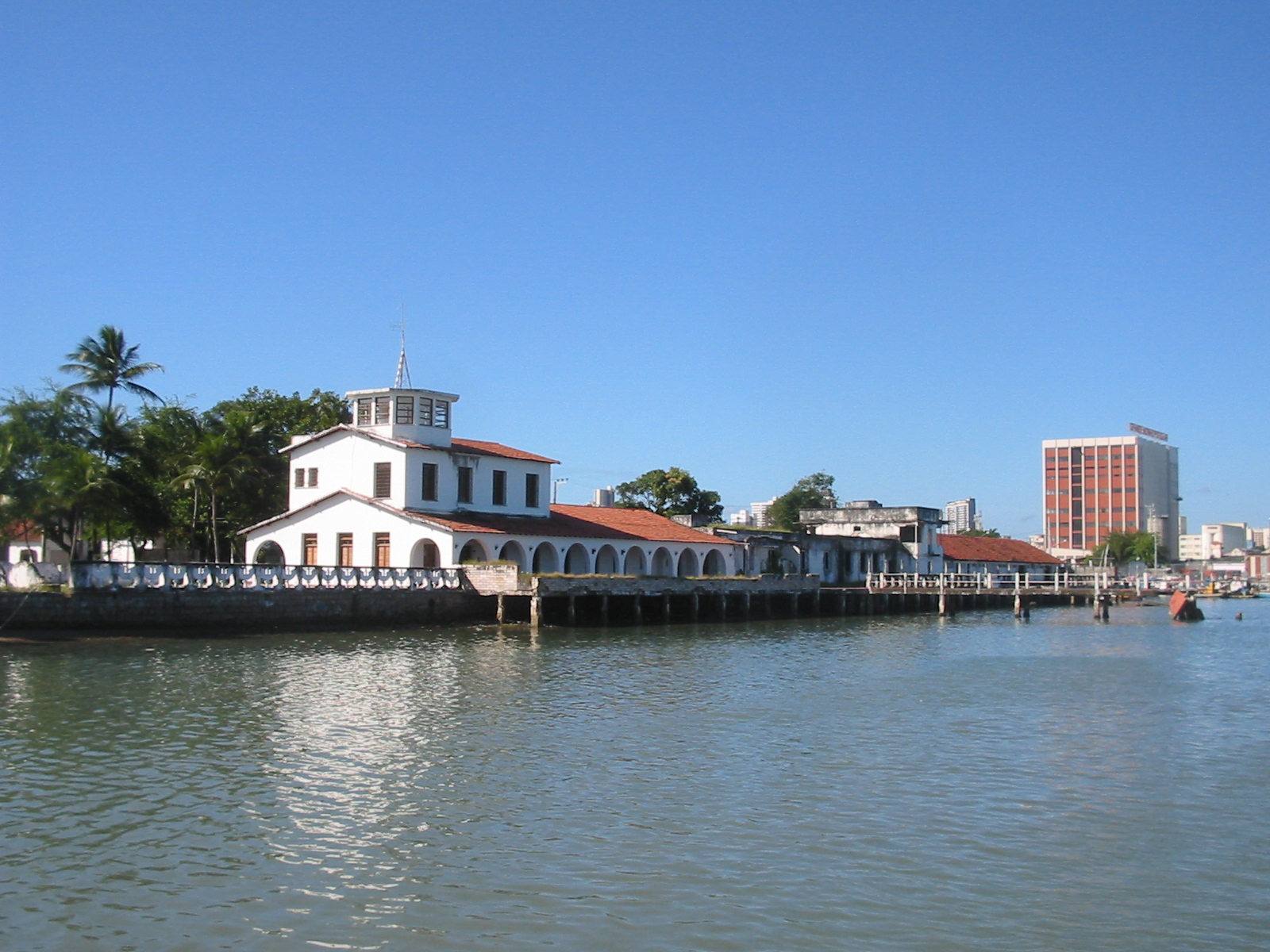
La « Rampa », à Natal, vue du rio Potenji.
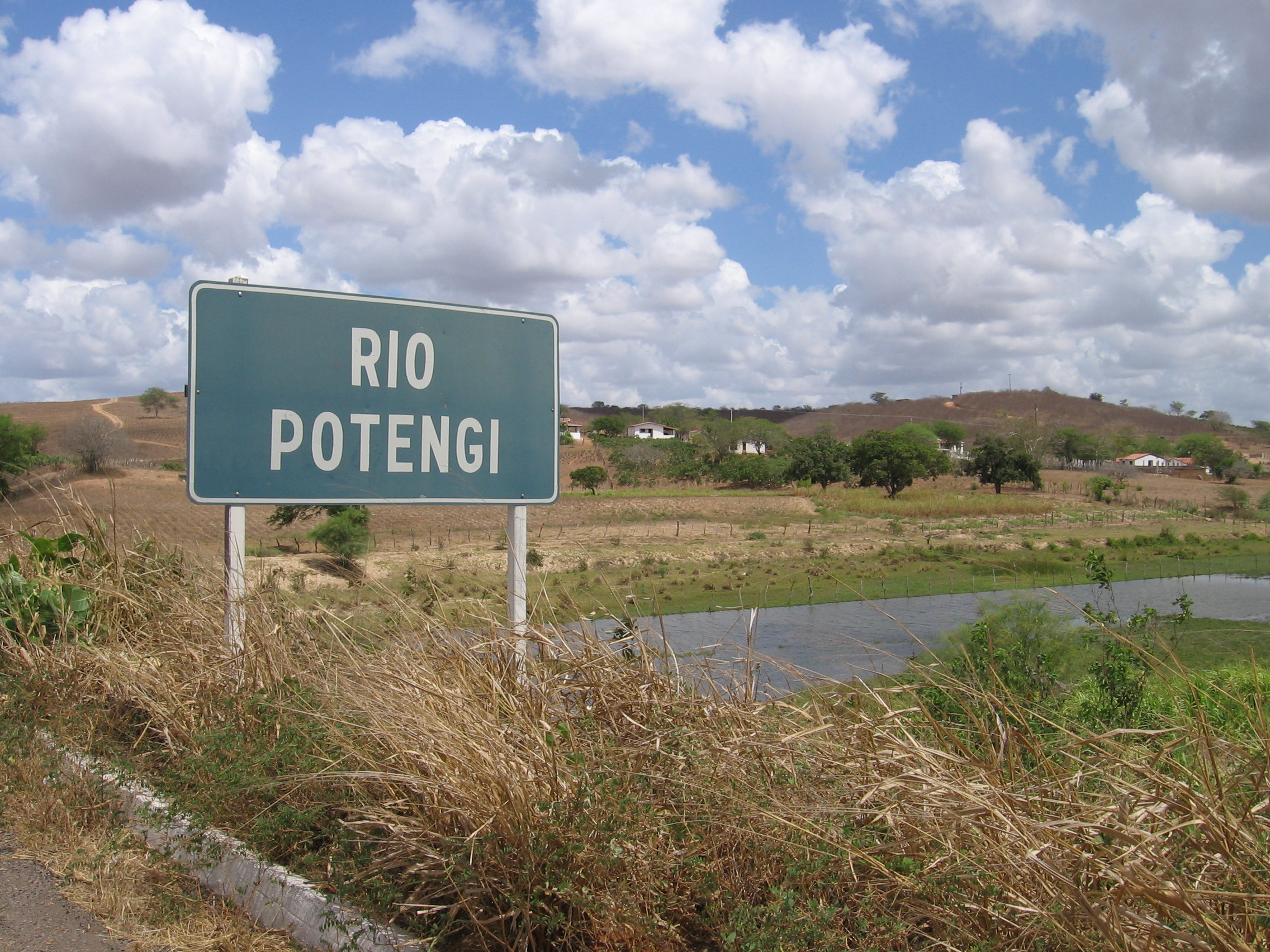
Le rio Potenji, à la hauteur de la route fédérale BR-304[b].

## Observations
Bien que « Potengi » soit souvent utilisé, la graphie correcte est « Potenji » car les règles de la langue portugaise prescrivent l'usage de la lettre « j » pour les mots d'origine tupi, en ce qui concerne les syllabes « ge » et « gi ». Au fil du temps, l'écriture en fut « Potengy », « Potengi » et, finalement « Potenji ». Mais la loi de l'État du Ceará no 3786, du 4 septembre 1957 a fixé le nom d'une de ses municipalités, « Potengi », sous cette forme, ce qui entretient la confusion. Le nom signifie en tupi « rivière des crevettes ».